# Арена Сидаде да Копа
Арена Сидаде да Копа или Арена Пернамбуко е стадион в Ресифи, Бразилия. Ще бъде един от стадионите домакини на Купата на конфедерациите 2013 и Световното първенство по футбол 2014.

## Купа на конфедерациите 2013
По време на Купата на конфедерациите 2013, стадионът домакинства 3 мача от груповата фаза.

### Мачове
| дата        | час (UTC-3) | отбор 1 | резултат | отбор 2 | фаза    | посещаемост |
| ----------- | ----------- | ------- | -------- | ------- | ------- | ----------- |
| 16 юни 2013 | 19:00       | Испания | –        | Уругвай | Група B |             |
| 19 юни 2013 | 19:00       | Италия  | –        | Япония  | Група A |             |
| 23 юни 2013 | 16:00       | Уругвай | –        | Таити   | Група B |             |